# 沈警
沈警（しん けい、生年不詳 - 399年）は、東晋の人物。字は世明。本貫は呉興郡武康県。

## 経歴
沈賀の子として生まれた。呉興の沈氏は代々の利殖により、富裕で財産家であった。沈警は学問して『春秋左氏伝』に通じた。呉興郡に仕えて主簿となり、後将軍謝安の下で参軍をつとめた。沈警は官界で出世する意志がなかったため、謝安が引き留めるのも構わず、病と称して帰郷した。太元15年（390年）、王恭が前将軍・青兗二州刺史となって京口に駐屯すると、沈警は王恭と旧交があったためその参軍として召し出された。やむをえず招聘に応じたが、まもなく辞職した。沈警は道教を崇敬して銭唐県の杜子恭に敬事した。杜子恭が死去すると、その門徒の孫泰や孫泰の弟子の孫恩に帰依した。
隆安3年（399年）、孫恩が会稽郡で反乱を起こす（孫恩の乱）と、沈警の子の沈穆夫が反乱に加担した。12月、孫恩が劉牢之に敗れると、反乱に加わった人々は追及を受けた。沈警はこのころ病の床にあり、穆夫が反乱に加担していたことを知ると、蔵に隠れて追及を逃れようとした。しかし一族の沈預が密告したため、沈警は息子たちとともに殺害された。

## 子女
- 沈穆夫
- 沈仲夫
- 沈任夫
- 沈預夫
- 沈佩夫

## 伝記資料
- 『宋書』巻100 列伝第60
- 『南史』巻57 列伝第47